# Saison 2025-2026 des Knicks de New York
La saison 2025-2026 des Knicks de New York est la 80e saison de la franchise au sein de la National Basketball Association (NBA).

## Draft
| Tour | Choix | Joueur       | Poste | Nationalité | Provenance          |
| ---- | ----- | ------------ | ----- | ----------- | ------------------- |
| 2    | 50    | Kobe Sanders | SG/SF | États-Unis  | Wolf Pack du Nevada |

## Matchs

### Summer League
| Summer League Total: 1-4 |

| Match | Date match | Équipe     | Score    | Meilleur marqueur       | Meilleur rebondeur  | Meilleur passeur | Lieux Spectateurs      | Série |
| ----- | ---------- | ---------- | -------- | ----------------------- | ------------------- | ---------------- | ---------------------- | ----- |
| 1     | 11 juillet | Détroit    | D 86-104 | Pacôme Dadiet (17)      | Mohamed Diawara (7) | Tyler Kolek (8)  | Cox Pavilion 0         | 0 - 1 |
| 2     | 13 juillet | Boston     | D 81-94  | Kevin McCullar Jr. (30) | Ariel Hukporti (13) | Tyler Kolek (4)  | Cox Pavilion 0         | 0 - 2 |
| 3     | 15 juillet | Brooklyn   | V 97-93  | Beauchamp, Kolek (25)   | Dink Pate (6)       | Tyler Kolek (4)  | Cox Pavilion 0         | 1 - 2 |
| 4     | 17 juillet | Indiana    | D 88-91  | MarJon Beauchamp (28)   | Trois joueurs (7)   | Tyler Kolek (5)  | Thomas & Mack Center 0 | 1 - 3 |
| 5     | 19 juillet | Washington | D 85-94  | Anton Watson (21)       | Dink Pate (10)      | Tyler Kolek (4)  | Cox Pavilion 0         | 1 - 4 |

### Pré-saison
| Pré-saison Total: 0-0 (Domicile : 0-0; Extérieur : 0-0) |

### Saison régulière
| Saison régulière Total: 0-0 (Domicile : 0-0; Extérieur : 0-0) |